# Liste der Monuments historiques in Boncourt-le-Bois
Die Liste der Monuments historiques in Boncourt-le-Bois führt die Monuments historiques in der französischen Gemeinde Boncourt-le-Bois auf.

## Liste der Immobilien
| Bezeichnung            | Beschreibung                                        | Standort                  | Kennzeichnung | Schutzstatus | Datum     | Bild           |
| ---------------------- | --------------------------------------------------- | ------------------------- | ------------- | ------------ | --------- | -------------- |
| Château de la Berchère | mittelalterliche Burg, ab 1634 zum Schloss umgebaut | westlich des Ortes (Lage) | PA00112149    | Inscrit      | 1946 1999 | weitere Bilder |

## Liste der Objekte
| Bezeichnung                        | Beschreibung                                             | Standort                                     | Kennzeichnung | Schutzstatus | Datum | Bild |
| ---------------------------------- | -------------------------------------------------------- | -------------------------------------------- | ------------- | ------------ | ----- | ---- |
| Grabstein für Guillaume de Villers | Kalkstein, 15. Jahrhundert                               | in der Kirche Assomption-de-la-Vierge (Lage) | PM21000355    | Classé       | 1908  |      |
| Hauptaltar                         | Retabel und Tabernakel; Holz, vergoldet, 17. Jahrhundert | in der Kirche Assomption-de-la-Vierge (Lage) | PM21000356    | Classé       | 1914  |      |